# Musée d'Art d'Austin
Le musée d'Art d'Austin (en anglais Austin Museum of Art, abrégé AMOA) fut créé sous le nom de Laguna Gloria Art Museum en 1961 dans la ville d'Austin au Texas. Cependant, les premières collections remontent au legs du terrain fait par Clara Driscoll en 1916. Entre quatre et six expositions d'art contemporain sont organisées chaque année.